# Cartão de Residência de membro da família de um cidadão da União

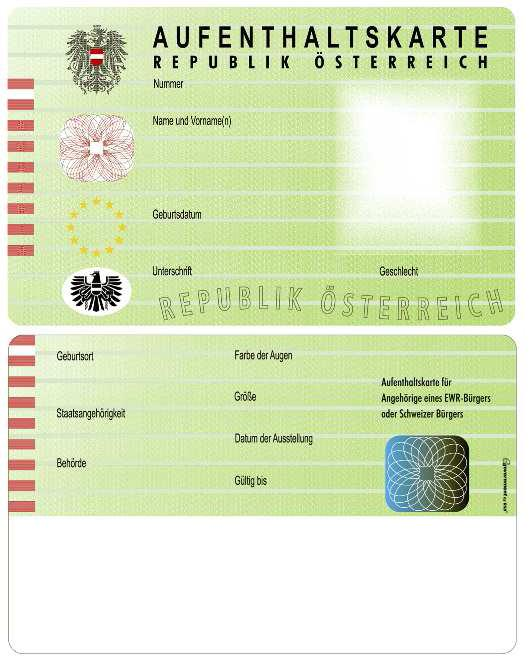
Desenho de Cartão de Residência de membro da família de um cidadão da União, emitido pelas autoridades da Áustria.

Os cidadãos do Espaço Económico Europeu (EEE) têm o direito de liberdade de circulação e residência em todo o EEE. Este direito também se estende a certos membros da sua família, mesmo que não sejam cidadãos do EEE. O Cartão de Residência de membro da família de um cidadão da União (em inglês: Residence card of a family member of a Union citizen) pode ser emitido ao membro da família para confirmar este direito de residência. O titular de um Cartão de Residência válido tem o direito de usar este documento em vez de um visto de entrada para todos os estados-membros do EEE. Não existe um formato unificado para este cartão em toda a UE, mas todos têm de obedecer a requisitos comuns.
Na União Europeia (UE), o Cartão de Residência de membro da família de um cidadão da União é emitido de acordo com as regras da UE por qualquer estado-membro da UE, exceto o próprio estado-membro do qual o membro da família da UE é nacional. Esta exceção não se aplica à Espanha ou à Itália, onde os membros da família de cidadãos nacionais espanhóis ou italianos não pertencentes ao EEE podem ter um Cartão de Residência de membro da família de um cidadão da União. Esta exceção contudo não se aplica caso o membro da família cidadão nacional de um estado-membro da UE tenha residido genuinamente noutro estado-membro da UE ("estado-membro de acolhimento") acompanhado por um membro da família não pertencente à UE em causa e agora regressem ao estado-membro da nacionalidade do membro da família da UE juntamente com o membro da família não pertencente à UE.
O Cartão de Residência deve indicar claramente que o titular é membro da família de um cidadão da UE.
As pessoas que não são membros da família de cidadãos do EEE, mas têm uma Autorização de Residência no EEE por outros motivos, receberão um Cartão de Autorização de Residência semelhante.
Os titulares do Cartão de Residência de membro da família de um cidadão da União não necessitam de obter um Visto em toda a UE.
Exemplo de situação: Shu-chuan, a cônjuge Formosana (Taiwanesa) de um cidadão Alemão que vivem na Finlândia, recebeu na Finlândia um Cartão de Residência de membro da família de um cidadão da União. Shu-chuan e o seu marido desejam viajar para a Roménia para umas férias de outono. Como Shu-chuan tem um passaporte válido e um Cartão de Residência de membro da família de um cidadão da União, ela não é obrigada a obter um visto de entrada para viajar para a Roménia com o marido.

## Elegibilidade
Os membros da família de cidadão nacional do EEE qualificados que podem requerer um Cartão de Residência de membro da família de um cidadão da União são, nos termos do artigo 2.º da Diretiva 2004/38/CE:
- um cônjuge
- um parceiro registado, caso a legislação do estado-membro de acolhimento equipare as parcerias registadas (uniões de facto) ao casamento
- os descendentes diretos dependentes menores de 21 anos, e os do cônjuge ou companheiro acima definidos
- os parentes diretos dependentes em linha ascendente (pais, avós), e os do cônjuge ou companheiro acima definidos.

Caso as autoridades tiverem razões para suspeitar do caráter genuíno do casamento ou parceria registada (união de facto) e suspeitarem que se trata de um casamento ou parceria registada (união de facto) por conveniência, estão obrigadas a retirar de imediato o direito de residência concedido ao cidadão terceiro à União alegando existência de fraude e abuso de direito ao abrigo da Diretiva 2004/38/CE.
O termo "dependente" não está bem definido na legislação da UE. Tribunal de Justiça da União Europeia (TJUE) estabeleceu que:
A qualidade de membro da família "dependente" resulta de uma situação factual caracterizada pelo facto de o apoio material a esse familiar ser prestado pelo cidadão nacional comunitário no exercício do seu direito de liberdade de circulação ou pelo seu cônjuge.— Caso C-1/05 (parágrafo 35)
No entanto, alguns países da UE recusam-se a seguir a decisão do TJUE. Por exemplo, a Chéquia define o "dependente" como alguém que:
1. se prepara sistematicamente para uma futura profissão,
2. não se pode preparar sistematicamente para uma futura profissão ou realizar atividades lucrativas devido a doença ou lesão; ou
3. não é capaz de realizar atividades lucrativas sistemáticas devido a uma condição de saúde adversa crónica.

## Antecedentes jurídicos
O Cartão de Residência está definido nos artigos 9.º a 11.º da "Diretiva 2004/38/CE do Parlamento Europeu e do Conselho, de 29 de abril de 2004, relativa ao direito de livre circulação e residência dos cidadãos da União e seus familiares no território dos estados-membros". O parágrafo central é o artigo 10(1):
Assim, o cartão apenas confirma o direito de residência, não o cria. Mesmo sem requerer o Cartão de Residência, um familiar qualificado tem o direito de residência, embora possa ser difícil de provar.

## Regras nacionais

### Reino Unido
A partir de 6 de abril de 2015, os membros da família não pertencentes à UE de um cidadão da UE/EEE/Suíça que possuam um Cartão de residência de membro da família de um cidadão da União têm direito a entrar no Reino Unido sem a necessidade de se candidatar a uma Permissão Familiar EEE (EEA Family Permit). Estes cidadãos terceiros apenas precisam de providenciar o seu passaporte e Cartão de Residência na fronteira. No entanto, os oficiais da Força de Fronteira do Reino Unido podem requerer uma prova documental da sua relação com o membro da família nacional da UE que os acompanha na viagem, como uma certidão de casamento ou de nascimento.
No caso de o membro da família nacional da UE estar presente no Reino Unido, os membros da família não pertencentes à UE devem ser capazes de provar que o membro da família nacional da UE reside no Reino Unido e se tem o direito de residência no Reino Unido como pessoa qualificada. Portanto, o membro da família não pertencente à UE deve ser capaz de demonstrar que o membro da família nacional da UE tem estado a residir no Reino Unido há menos de três meses (o direito de residência inicial) e, caso resida há mais de três meses, que está no Reino Unido como trabalhador por conta de outrem, estudante, trabalhador independente (autónomo) (self-employed) ou pessoa autossuficiente (self-sufficient person) ou que adquiriu o estatuto (status) de residência permanente após ter residido no Reino Unido de forma legal e regular por, no mínimo, cinco anos.
Na sequência do Brexit, a partir de 1 de janeiro de 2021, um Cartão de Residência do artigo 10.º ou 20.º emitido por um estado-membro do EEE deixou de poder ser utilizado para viajar para o Reino Unido.

### Irlanda
A Irlanda chama ao seu Cartão de Residência de Carimbo 4EUFam (Diretiva da UE 2004/38/EC). A Irlanda já implementou esta parte da diretiva na íntegra de acordo com a Lei de Imigração 2004 (Vistos) Ordem 2011 e, consequentemente, agora é possível que os membros da família obtenham entrada na Irlanda com um Cartão de Residência emitido por qualquer estado-membro.

### Suécia
A Suécia tem Cartões de Residência (Uppehållskort) que são concedidos aos membros da família de cidadãos da União em que eles próprios não são cidadãos da União.

## Regras de carimbo de passaporte do Espaço Schengen para este Cartão
| Pessoas cujos documentos de viagem devem ser carimbados | Pessoas cujos documentos de viagem não devem ser carimbados |
| --- | --- |
| - Nacionais de países terceiros (a menos que estejam cobertos por uma das isenções compiladas na coluna da direita) - Membros da família não titulares de um Cartão de Residência emitido ao abrigo do Artigo 10.º da Diretiva 2004/38/CE e que acompanhem ou que se deslocam para se juntarem a um cidadão nacional dos estados-membros do EEE (UE e AECL/EFTA) ou da Suíça | - Cidadãos nacionais dos estados-membros do EEE (UE e AECL/EFTA) ou da Suíça no exercício do seu direito de liberdade de circulação - Nacionais de países terceiros titulares de Cartões de Residência emitidos nos termos da Diretiva 2004/38/CE. |